# Frédérique Vidal
Frédérique Vidal (Monaco, 9 mei 1964), is een Frans politica die sinds 2017 minister van Hoger Onderwijs en Wetenschappelijk Onderzoek is. Ze maakte achtereenvolgens deel uit van de regering-Philippe I, de regering-Philippe II en de regering-Castex. 
Ze is van opleiding biochemica, behaalde een postgraduaat (DEA) in virologie en doctoreerde in de biowetenschappen. Ze had een wetenschappelijke carrière voor ze de politiek in ging.
- Gemeinsame Normdatei: 117148903X
- Système universitaire de documentation: 200881698
- Virtual International Authority File: 158149717669510952397
- WorldCat: E39PBJvCWkHTjkT8J9DwwbM773